# Брайтенбрунн (Рудные горы)
Брайтенбрунн (нем. Breitenbrunn) — община в Германии, в земле Саксония. Подчиняется административному округу Хемниц. Входит в состав района Рудные Горы (район Германии). Население составляет 5935 человек (на 31 декабря 2010 года). Занимает площадь 60,02 км².
Коммуна подразделяется на 7 сельских округов.

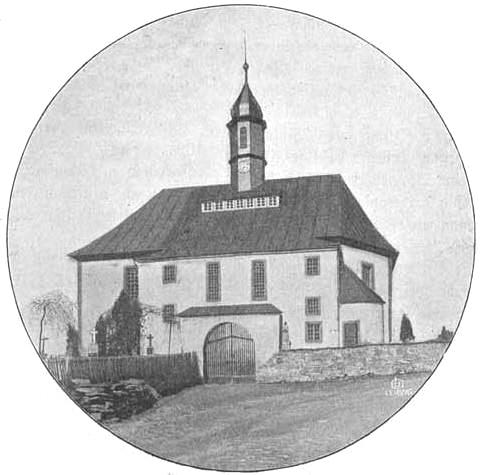

## Население
| Год  | Численность | Численность |
| ---- | ----------- | ----------- |
| 2017 | 5339        | [ 1 ]       |
| 2019 | 5263        | [ 3 ]       |
| 2021 | 5090        | [ 4 ]       |
| 2022 | 5103        | [ 5 ]       |
| 2023 | 5055        | [ 2 ]       |